# Armstrong (Columbia Británica)
Armstrong es una ciudad canadiense de la provincia de Columbia Británica. Es parte del Distrito Regional de North Okanagan.

## Demografía
Tiene una población de 4492 habitantes, según el censo de 2001.
- Datos: Q2745103
- Multimedia: Armstrong, British Columbia / Q2745103